# Weissmieshütte
La Weissmieshütte è un rifugio situato nel comune di Saas-Grund (Vallese), nella Saastal, nelle Alpi Pennine, a 2.726 m s.l.m.

## Storia
Il rifugio più antico, denominato Hotel Weissmies fu eretto nel 1894 ed acquistato nel 1924 dalla sezione del CAS di Olten.
Un nuovo rifugio fu eretto nel 1960 a fianco del precedente. Oggi sono in funzione le due strutture.

## Caratteristiche e informazioni
Il rifugio è collocato ai piedi del Lagginhorn. Dispone di 165 posti letto. La parte invernale ha una capienza di 16 letti.

## Accessi
Per accedere al rifugio si può partire da Kreuzboden, stazione intermedia della funivia che da Saas-Grund conduce ad Hohsaas

## Ascensioni
- Weissmies - 4.023 m
- Lagginhorn - 4.010 m
- Fletschhorn - 3.993 m

## Traversate
- Almagellerhütte - 2.894 m